# Carl Gustav Homeyer
Carl Gustav Homeyer, född 13 augusti 1795 i Wolgast i svenska Pommern, död 20 oktober 1874 i Berlin, var en tysk jurist.
Homeyer blev 1824 e.o. och 1827 ordinarie professor i juridik i Berlin, var 1845-67 geheime obertribunalråd samt 1854 kronsyndikus och medlem på livstid av lantdagens första kammare. Han översatte Janus Lauritz Andreas Kolderup-Rosenvinges "Grundrids af den danske retshistorie" (1825) och utgav klassiska editioner av de sachsiska rättskällorna, nämligen "Sachsenspiegel" (två delar, 1827, 1842-44; I, tredje upplagan 1861), Das sächsische Lehnrecht und der Richtsteig Lehnrechts (1842), Der Auctor vetus de beneficiis, das Görlitzer Rechtsbuch und das System des Lehnrechts (1844) samt Der Richtsteig Landrechts nebst Cautela und Premis (1857). Vidare författade han bland annat Verzeichniss deutscher Rechtsbücher des Mittelalters und ihrer Handschriften (1836; ny upplaga 1856), Die Stellung des Sachsenspiegels zum Schwabenspiegel (1853), i vilken han uppvisade, att Sachsenspiegels ålder är högre än Schwabenspiegels, Die Stellung des Sachsenspiegels zur Parentelenordnung (1860) och Haus- und Hofmarken (1870).